# ホーム (プロコル・ハルムのアルバム)
『ホーム』（Home）は、イギリスのプログレッシブ・ロック・バンド、プロコル・ハルムが1970年に発表した4作目のスタジオ・アルバム。

## 背景
前身バンド「パラマウンツ」のメンバーだったクリス・コッピングが、プロコル・ハルム名義のアルバムに初参加を果たした。作詞家のキース・リードによれば、「デッド・マンズ・ドリーム」は映画『真夜中のカーボーイ』にインスパイアされた曲だという。
イギリスでは本作からのシングル・カットはなかったが、アメリカでは「ウイスキー・トレイン」がシングル・カットされた。

## 反響・評価
アメリカのBillboard 200では34位に達し、3作連続で全米トップ40入りを果たした。バンドの母国イギリスでは、1970年6月27日付の全英アルバムチャートで49位となった。
Bruce Ederはオールミュージックにおいて5点満点中3点を付け、アルバム全体に関して「痩せてしまったプロコル・ハルム」と評する一方、「捕鯨物語」に関して「野心的」「幾分物々しいアート・ロックのコンセプトの中で、トロワーの堂々としたギター・サウンド（キング・クリムゾンのロバート・フリップが特にヘヴィな一面を見せた瞬間を思わせる）が際立っている」と評している。

## 収録曲
作詞は全曲ともキース・リードによる。
1. ウイスキー・トレイン "Whisky Train" – 4:31
  - 作曲：ロビン・トロワー
2. デッド・マンズ・ドリーム "The Dead Man's Dream" – 4:46
  - 作曲：ゲイリー・ブルッカー
3. スティル・ゼアル・ビー・モア "Still There'll Be More" – 4:53
  - 作曲：ゲイリー・ブルッカー
4. ナッシング・ザット・アイ・ディドゥント・ノウ "Nothing That I Didn't Know" – 3:36
  - 作曲：ゲイリー・ブルッカー
5. アバウト・トゥ・ダイ "About to Die" – 3:36
  - 作曲：ロビン・トロワー
6. バーンヤード・ストーリー "Barnyard Story" – 2:46
  - 作曲：ゲイリー・ブルッカー
7. ピギー・ピッグ・ピッグ "Piggy Pig Pig" – 4:48
  - 作曲：ゲイリー・ブルッカー
8. 捕鯨物語 "Whaling Stories" – 7:06
  - 作曲：ゲイリー・ブルッカー
9. ユア・オウン・チョイス "Your Own Choice" – 3:14
  - 作曲：ゲイリー・ブルッカー

### 1999年リマスターCDボーナス・トラック
1. ロッキン・ウォーム・アップ/ゴー・ゴー・ゴー（ムーヴ・オン・ダウン・ザ・ライン） "Rockin' Warm-Up/Go Go Go" – 4:46
2. デッド・マンズ・ドリーム[テイク7] "The Dead Man's Dream [Take 7]" – 3:55
3. スティル・ゼアル・ビー・モア[インストゥルメンタル・テイク3] "Still There'll Be More [Instrumental Take 3]" – 4:57
4. アバウト・トゥ・ダイ[インストゥルメンタル・テイク1&2] "About To Die [Instrumental Take 1&2]" – 4:38
5. バーンヤード・ストーリー[テイク4・リミックス] "Barnyard Story [Take 4 Remix]" – 2:49
6. ピギー・ピッグ・ピッグ[テイク2・リミックス] "Piggy Pig Pig [Take 2 Remix]" – 5:43
7. ユア・オウン・チョイス[テイク14・リミックス] "Your Own Choice [Take 14 Remix]" – 3:15
8. 捕鯨物語[テイク2] "Whaling Stories [Take 2]" – 7:20

## カヴァー
- ウイスキー・トレイン
  - レスリー・ウェスト - アルバム『ダッジン・ザ・ダート』（1993年）に収録[5]。
  - ジェイク・E・リー - カヴァー・アルバム『リトレイスド〜塊顧〜』（2005年）に収録[6]。
  - ブラックフット - アルバム『Southern Native』（2016年）に収録[7]。

## 参加ミュージシャン
- ゲイリー・ブルッカー - ボーカル、ピアノ
- ロビン・トロワー - リードギター
- クリス・コッピング - ベース、ハモンドオルガン
- B.J.ウィルソン - ドラムス
- キース・リード - 作詞